# Basavapattana, Gulbarga
Basavapattana là một làng thuộc tehsil Gulbarga, huyện Gulbarga, bang Karnataka, Ấn Độ.